# 白日彗星
白日彗星，是日本純種競賽馬匹。生涯活躍於一哩至中距離賽事，曾勝出天鵝錦標、讀賣盃及札幌紀念，亦於秋季天皇賞跑獲亞軍。

## 出賽前
2014年1月13日北海道安平町追分牧場，成長途中於一口馬主俱樂部G1 Racing Co. Ltd.進行馬主募集。
其後交由栗東訓練中心練馬師淺見秀一訓練。

## 競賽生涯

### 2歲
2016年7月9日出戰中京競馬場2歲新馬戰，採用前置戰術下於直路未能堅守自身的優勢，最終敗於賽黃晶及Kikuno Lua取得第三。
其後出戰2歲未勝利戰，比賽初段進佔較後方位置下於對面逐步有外檔位置變奏上前，在最後彎道成功進佔第二、三的位置。進入直路後，其進一步加速衝刺並拉開後方的對手，最終以1 1/4馬位戰勝里見武神取得首勝。
11月12日出戰每日盃兩歲錦標，為其首次出戰分級賽。比賽開始後，其選擇於第三左右的先頭位置展開推進，一直和小型艦並排而行。進入直路後，其隨即以不俗的勢頭展開衝刺，但被小型艦逐步彈離下再無法追上領放馬Bom Servico，最終取得第三的戰績。
年末以希望錦標作為目標，雖然於比賽初段留守有利的位置並於第四彎道透出，但於直路上稍為力弱下被對手追上，最終僅跑獲第五。

### 3歲
2017年於首兩場條件分別取得第九及第二後，其在5月的時候突然進入狀態，並於更接的三場賽事3歲500萬獎金以下條件戰、道新體育賞及仲秋錦標取得中以怒濤的姿態斬獲三連勝。
10月28日出戰天鵝錦標，再度挑戰分級賽，並於賽前因為此前優秀的戰績而取得第二人氣。比賽開始後，其順應自身的狀態緩慢地取位，於初段進佔約莫第十二的中後方位置，於通過彎道時候稍微發力上前並在外檔位置等待時機。進入直路後，其於馬群散開的同時成功尋找到加速位置，爆發出末腳速度下逐步蠶食前方對手，率先衝線下以四連勝的姿態取得首個分級賽冠軍。

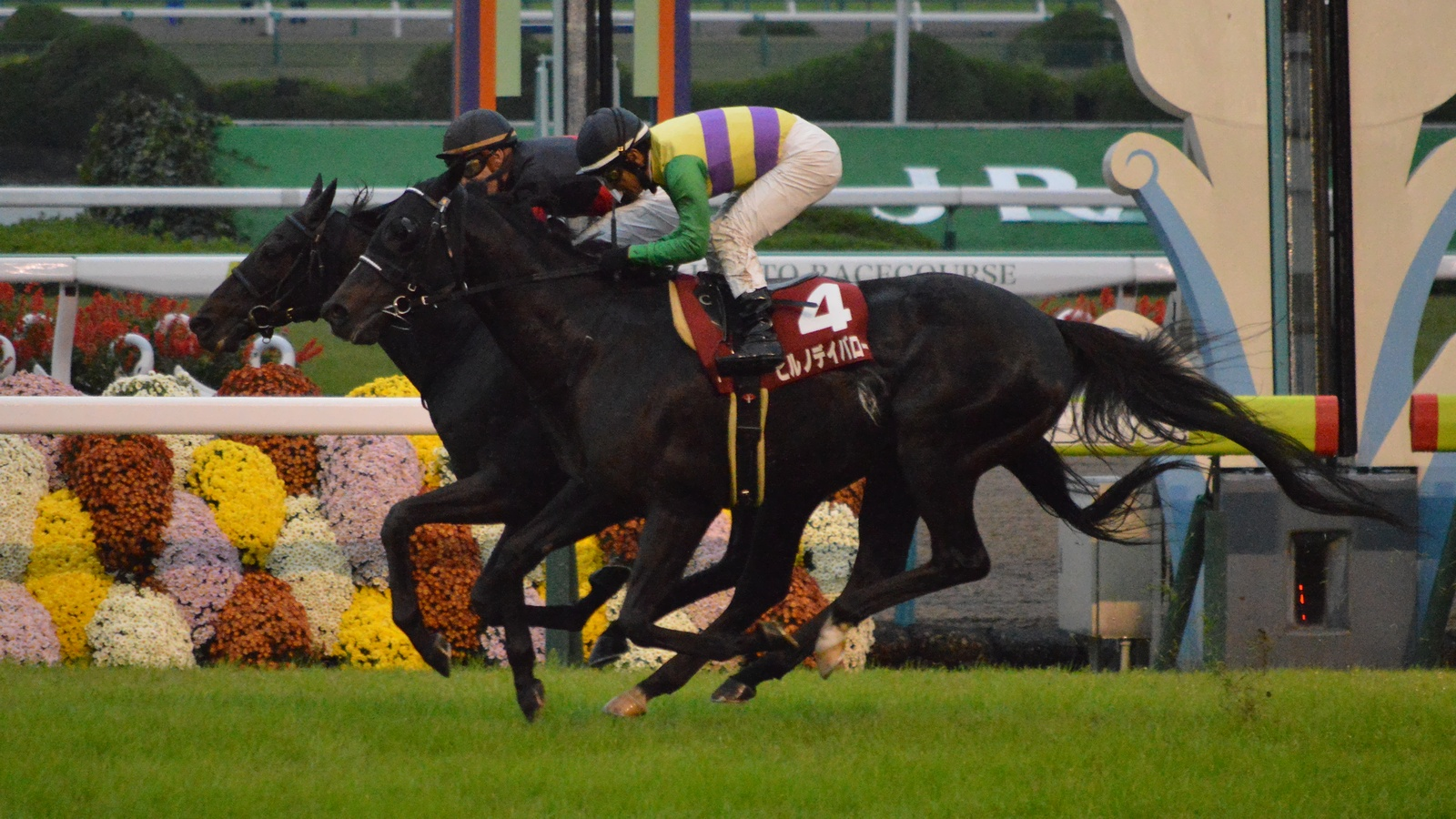
出戰天鵝錦標的白日彗星

11月按照計畫出戰一哩冠軍賽，繼續採用居中戰術維持於第十左右的位置，於直路上成功發揮不俗的速度上前，最終僅敗於勢頭更凌厲的波斯劍客以及一早處於前方位置的天域龍馬取得第三。
年末再度縮程1400米出戰阪神盃，本次比賽繼續以較為後置的方式推進，於直路上成功爆發出全場最快末腳速度，最終落後明媚島和舞蹈總監取得第三。

### 4歲
2018年首戰為讀賣盃，比賽初段以緩慢的姿態進佔第九的位置，於比賽途中維持穩健的步速，並於最後彎道開始取位望空。進入直路後，其於外檔位置以猛烈的姿態逐步衝前，最終一舉超越前方所有對手下成功取得冠軍，亦以1分31.3秒的完賽時間將2014年由世界王牌於同一賽事造出的京都競馬場草地1600米賽道紀錄推前0.1秒。
其後出戰春季最大目標安田紀念，然而受限於大外檔起步的形勢，其於初段採用較多的體力進佔中團位置，最終於直路上未能進入全速狀態，以第五落敗。
進入夏季，其以札幌紀念作為目標，為其2歲以來首次出戰2000米的賽事。比賽開始後，其處於中團位置逐步推進，並於第三、四彎道時間稍為放緩節奏。通過第四彎道進入直路時，其一度陷入馬群之中未能突破，但於騎師福永祐一的指揮下成功捉住僅有的一絲機會，有空隙之間衝出。直路中段，其繼續以不俗的走勢展開加速，最終成功於終點前超越豐收節取得冠軍。
於秋季其繼續以中距離賽事作為目標並出戰秋季天皇賞，由於主戰騎師福永選擇策騎強擊，因而白日彗星改由莫雷拉執繮。比賽開始後，其維持於中團有遮擋的位置逐步推進，在比賽途中未見有太大動作，僅於第三、四彎道處開始取位望空。進入直路後，其繼續移出大外檔位置加速上前，可惜始終未能迫近走勢不俗的金之霸，最終以1 1/4馬位差距落敗取得第二。
12月其選擇遠征香港，以香港盃作為目標並繼續夥拍莫雷拉。比賽開始後，其採取較為主動的戰術保持於第四左右的位置，於比賽途中一直跟隨前方賽駒推進。進入直路後，其嘗試於所在位置展開加速，但未能貼近前方的歡樂之光及馬克羅斯下再被迪雅卓超越，最終以第四完賽。

### 5歲
2019年其直接以一級賽大阪盃作為首戰，然而於比賽途中未能順應節奏，於直路表現不佳下以第十二大敗。
其後再度挑戰安田紀念，維持於中團靠後位置下穩步推進，雖然進入直路後迅速上前並跑出後600米32.9秒的優秀末腳速度，但仍然未能扭轉局勢以第五落敗。
夏季其出戰札幌紀念尋求連霸，本次比賽再度採用前置的戰術，於初段處於第三的位置下在第四彎道逐步透出。然而進入直路後，其未能於中後段維持頂速，最終被來襲的防爆裝束超越取得第二。
賽後其被發現籽骨部位出現韌帶炎，因而進入休養並接受治療，但其後未再出戰任何賽事，而最終在病情未有好轉下在2020年9月10日退役。

### 詳細賽績
| 日期       | 舉辦國家/地區 | 馬場 | 距離   | 級別 | 賽事名稱         | 負重 | 騎師     | 馬號 | 出馬 | 名次 | 時間            | 頭馬（二馬）     |
| ---------- | ------------- | ---- | ------ | ---- | ---------------- | ---- | -------- | ---- | ---- | ---- | --------------- | ---------------- |
| 9/7/2016   | 日本          | 中京 | 草1600 |      | 2歲新馬          | 54   | 武豐     | 7    | 13   | 3    | 1:41.8          | 賽黃晶           |
| 28/8/2016  | 日本          | 札幌 | 草1800 |      | 2歲未勝利        | 54   | 武豐     | 1    | 9    | 1    | 1:51.6          | （里見武神）     |
| 12/11/2016 | 日本          | 京都 | 草1600 | GII  | 每日盃兩歲錦標   | 55   | 武豐     | 8    | 10   | 3    | 1:34.7          | 小型艦           |
| 25/12/2016 | 日本          | 中山 | 草2000 | GII  | 希望錦標         | 55   | 武豐     | 5    | 14   | 5    | 2:01.8          | 金之霸           |
| 14/1/2017  | 日本          | 京都 | 草1600 |      | 白梅賞           | 56   | 武豐     | 5    | 10   | 9    | 1:37.0          | All the Go       |
| 8/4/2017   | 日本          | 阪神 | 草1600 |      | 3歲500萬獎金以下 | 56   | 武豐     | 17   | 17   | 2    | 1:35.0          | Meisho Owara     |
| 6/5/2017   | 日本          | 京都 | 草1400 |      | 3歲500萬獎金以下 | 56   | 武豐     | 2    | 12   | 1    | 1:21.5          | （Stella Rouge） |
| 30/7/2017  | 日本          | 札幌 | 草1500 |      | 道新體育賞       | 54   | 福永祐一 | 2    | 11   | 1    | R1:29.7（34.1） | （水谷工匠）     |
| 18/9/2017  | 日本          | 阪神 | 草1400 |      | 仲秋錦標         | 54   | 福永祐一 | 10   | 12   | 1    | 1:21.3          | （跳跳紮）       |
| 28/10/2017 | 日本          | 京都 | 草1400 | GII  | 天鵝錦標         | 54   | 杜滿樂   | 3    | 18   | 1    | 1:22.4          | （蹄快來）       |
| 19/11/2017 | 日本          | 京都 | 草1600 | GI   | 一哩冠軍賽       | 56   | 福永祐一 | 4    | 18   | 3    | 1:33.9          | 波斯劍客         |
| 23/12/2017 | 日本          | 阪神 | 草1400 | GII  | 阪神盃           | 56   | 福永祐一 | 10   | 18   | 3    | 1:19.7          | 明媚島           |
| 22/4/2018  | 日本          | 京都 | 草1600 | GII  | 讀賣盃           | 57   | 福永祐一 | 5    | 14   | 1    | 1:31.3          | （魔族雅谷）     |
| 3/6/2018   | 日本          | 東京 | 草1600 | GI   | 安田紀念         | 58   | 福永祐一 | 15   | 16   | 5    | 1:31.5          | 魔族雅谷         |
| 19/8/2018  | 日本          | 札幌 | 草2000 | GII  | 札幌紀念         | 57   | 福永祐一 | 2    | 16   | 1    | 2:01.1          | （豐收節）       |
| 28/10/2018 | 日本          | 東京 | 草2000 | GI   | 秋季天皇賞       | 58   | 莫雷拉   | 9    | 12   | 2    | 1:57.0          | 金之霸           |
| 9/12/2018  | 香港          | 沙田 | 草2000 | GI   | 香港盃           | 57   | 莫雷拉   | 1    | 9    | 4    | 2:02.10         | 歡樂之光         |
| 31/3/2019  | 日本          | 阪神 | 草2000 | GI   | 大阪盃           | 57   | 文力威   | 8    | 14   | 12   | 2:02.1          | 艾恩遺跡         |
| 2/6/2019   | 日本          | 東京 | 草1600 | GI   | 安田紀念         | 58   | 岩田康誠 | 4    | 16   | 5    | 1:31.1          | 冠軍車手         |
| 18/8/2019  | 日本          | 札幌 | 草2000 | GII  | 札幌紀念         | 57   | 岩田康誠 | 10   | 14   | 2    | 2:00.1          | 防爆裝束         |

## 退役後
退役後，白日彗星成為了配種馬，於北海道新冠町優駿Stallion Station休養，在2021年進行配種。首批子嗣於2022年出生。首批子嗣可於2024年出賽。

## 血統簡介
父系大震撼爲日本賽駒，爲日本賽馬史上第二匹無敗三冠馬，生涯出戰十四場賽事僅得兩場未能勝出，退役後配種成績亦極爲優秀。祖父週日寧靜是美國三冠賽雙冠馬，退役後在日本配種，在日本馬壇相當成功，贏得多項分級賽事，其子嗣贏得巨額獎金。
母系Mantis Hunt為日本賽駒，生涯七戰全敗。外祖父Deputy Minister爲加拿大賽駒，生涯曾勝出多項泥地賽事，退役後亦成爲著名種馬，有着許多子嗣。

### 血統表
| 父線：週日寧靜系（Halo系）          |                                  |               |                 |
| 種馬 大震撼 2002年（棗色）          | 週日寧靜 1986年（棕色）          | Halo          | Hail to Reason  |
| 種馬 大震撼 2002年（棗色）          | 週日寧靜 1986年（棕色）          | Halo          | Cosmah          |
| 種馬 大震撼 2002年（棗色）          | 週日寧靜 1986年（棕色）          | Wishing Well  | Understanding   |
| 種馬 大震撼 2002年（棗色）          | 週日寧靜 1986年（棕色）          | Wishing Well  | Mountain Flower |
| 種馬 大震撼 2002年（棗色）          | 風中秀髮 1991年（棗色）          | Alzao         | 利法爾          |
| 種馬 大震撼 2002年（棗色）          | 風中秀髮 1991年（棗色）          | Alzao         | Lady Rebecca    |
| 種馬 大震撼 2002年（棗色）          | 風中秀髮 1991年（棗色）          | Burghclere    | Busted          |
| 種馬 大震撼 2002年（棗色）          | 風中秀髮 1991年（棗色）          | Burghclere    | Highclere       |
| 繁殖雌馬 Mantis Hunt 2001年（棗色） | Deputy Minister 1979年（棗色）   | Vice Regent   | 北地舞人        |
| 繁殖雌馬 Mantis Hunt 2001年（棗色） | Deputy Minister 1979年（棗色）   | Vice Regent   | Victoria Regina |
| 繁殖雌馬 Mantis Hunt 2001年（棗色） | Deputy Minister 1979年（棗色）   | Mint Copy     | Bunty's Flight  |
| 繁殖雌馬 Mantis Hunt 2001年（棗色） | Deputy Minister 1979年（棗色）   | Mint Copy     | Shakney         |
| 繁殖雌馬 Mantis Hunt 2001年（棗色） | Witchful Thinking 1994年（栗色） | Lord Avie     | Lord Gaylord    |
| 繁殖雌馬 Mantis Hunt 2001年（棗色） | Witchful Thinking 1994年（栗色） | Lord Avie     | Avie            |
| 繁殖雌馬 Mantis Hunt 2001年（棗色） | Witchful Thinking 1994年（栗色） | Halloween Joy | Exuberant       |
| 繁殖雌馬 Mantis Hunt 2001年（棗色） | Witchful Thinking 1994年（栗色） | Halloween Joy | Halloween       |
| 雌系：號族：2-b                     |                                  |               |                 |
| 五代內近親交配：北地舞人 5×4        |                                  |               |                 |

## 命名由來
名字Sungrazer（サングレーザー）在天文學中，是指在近日點極接近太陽的掠日彗星，香港則翻譯為「白日彗星」。

## 外部連結
- 白日彗星 netkeiba.com
- 血統表